# Karibische Goldrose
Die Karibische Goldrose (Condylactis gigantea) ist die größte Seeanemone des tropischen, westlichen Atlantik. Sie kommt von den Bermudas, über der Südküste Floridas, der Karibik bis an die Küste Brasiliens, in Lagunen und Riffen bis in 30 Meter Tiefe vor.
Die Tiere erreichen einen Durchmesser von 30 Zentimetern. Der Körper ist immer in Löchern im Substrat verborgen, nur die 15 Zentimeter langen Tentakeln ragen heraus. Die Tentakel können braun, weiß, violett oder grün sein. Sie haben blasenartig verdickte, andersfarbige Spitzen.
Wie viele andere Seeanemonen der tropischen Flachmeere lebt auch die Karibische Goldrose mit Zooxanthellen, einzelligen Algen aus der Gruppe der Dinoflagellaten, in Symbiose. Die Zooxanthellen liefern der Anemone einen Teil der photosynthetisch produzierten Nährstoffe. Außerdem fängt die Karibische Goldrose planktonische Organismen. Daneben ist die Karibische Goldrose Symbiosepartner von Krebstieren wie den Partnergarnelen.
Die Karibische Goldrose lässt sich in Meerwasseraquarien halten. Manchmal sind mit Lebensmittelfarbe künstlich gefärbte Exemplare im Handel, die nicht gekauft werden sollten.